# Sebas Moyano
Francisco Sebastián Moyano Jiménez (Villanueva del Duque, Córdoba, Andalucía, 23 de marzo de 1997), conocido como Sebas Moyano, es un futbolista profesional español que juega como centrocampista en el Real Zaragoza de la Segunda División de España.

## Trayectoria
Nacido en la localidad cordobesa de Villanueva del Duque, se unió al Córdoba C. F. en 2012, después de haberse formado en las filas del C.D. Villanueva del Duque. Hizo su debut con el Córdoba C. F. "B" el 1 de septiembre de 2013, en un empate 0-0 en la Segunda División B contra la U.D. Almería "B".
Anotó 19 goles durante la temporada 2015-16, pero sufrió una lesión en la rodilla que no pudo jugar los playoffs de promoción de ascenso a Segunda B. El 18 de marzo de 2017 hizo su debut profesional con el primer equipo, entrando como sustituto en el segundo tiempo de Antoñito en un empate 0-0 ante el C.D. Numancia de Soria en el campeonato de la Segunda División.
Para la temporada 2018-19 se convirtió en jugador de la primera plantilla del Córdoba C. F. en la Segunda División, firmando el 9 de julio de 2018 un contrato por tres temporadas. El 31 de enero de 2019 se oficializó su salida al Valencia Mestalla cedido hasta final de temporada.
En septiembre de 2020 firmó como jugador del C. D. Lugo de la Segunda División de España por tres temporadas, tras llevar unas semanas a prueba bajo las órdenes de Juanfran. Dos meses después, en noviembre del mismo año, marcharía cedido, hasta final de temporada, al Club Deportivo Ebro de la Segunda División B de España, al no poderse resolver las cuestiones administrativas que permitieran inscribir al jugador en la ventana de fichajes estivales por parte del club gallego. A la vuelta de la cesión tras finalizar la temporada 2020-2021, el jugador se queda en el conjunto lucense para completar dos buenas temporadas aunque consumando el descenso del equipo a 1ª RFEF.
El 14 de junio de 2023 firmó con el Real Oviedo por dos temporadas, ayudando en la segunda de ellas a ascender a la Priemra División. Una vez expiró su contrato y quedó libre, se unió al Real Zaragoza hasta 2027.

## Estadísticas

### Clubes
Actualizado a 11 de mayo de 2025.
| Club                             | Div.          | Temporada     | Liga  | Liga  | Copas nacionales | Copas nacionales | Total | Total |
| Club                             | Div.          | Temporada     | Part. | Goles | Part.            | Goles            | Part. | Goles |
| -------------------------------- | ------------- | ------------- | ----- | ----- | ---------------- | ---------------- | ----- | ----- |
| Córdoba C. F. "B" · España       | 2.ª B         | 2013-14       | 29    | 0     | —                | —                | 29    | 0     |
| Córdoba C. F. "B" · España       | 2.ª B         | 2014-15       | 27    | 1     | —                | —                | 27    | 1     |
| Córdoba C. F. "B" · España       | 3.ª           | 2015-16       | 37    | 19    | —                | —                | 37    | 19    |
| Córdoba C. F. "B" · España       | 2.ª B         | 2016-17       | 32    | 2     | —                | —                | 32    | 2     |
| Córdoba C. F. "B" · España       | 2.ª B         | 2017-18       | 32    | 3     | —                | —                | 32    | 3     |
| Córdoba C. F. "B" · España       | Total club    | Total club    | 157   | 25    | —                | —                | 157   | 25    |
| Córdoba C. F. · España           | 2.ª           | 2016-17       | 1     | 0     | 0                | 0                | 1     | 0     |
| Córdoba C. F. · España           | 2.ª           | 2017-18       | 0     | 0     | 1                | 0                | 1     | 0     |
| Córdoba C. F. · España           | 2.ª           | 2018-19       | 6     | 0     | 4                | 1                | 10    | 1     |
| Valencia C. F. Mestalla · España | 2.ª B         | 2018-19       | 15    | 1     | —                | —                | 15    | 1     |
| Córdoba C. F. · España           | 2.ª B         | 2019-20       | 8     | 1     | 1                | 0                | 9     | 1     |
| Córdoba C. F. · España           | Total club    | Total club    | 15    | 1     | 6                | 1                | 21    | 2     |
| Valencia C. F. Mestalla · España | 2.ª B         | 2019-20       | 6     | 0     | —                | —                | 6     | 0     |
| Valencia C. F. Mestalla · España | Total club    | Total club    | 21    | 1     | —                | —                | 21    | 1     |
| C. D. Ebro · España              | 2.ª B         | 2020-21       | 23    | 3     | —                | —                | 23    | 3     |
| C. D. Ebro · España              | Total club    | Total club    | 23    | 3     | —                | —                | 23    | 3     |
| C. D. Lugo · España              | 2.ª           | 2021-22       | 19    | 3     | 2                | 0                | 21    | 3     |
| C. D. Lugo · España              | 2.ª           | 2022-23       | 41    | 5     | 1                | 0                | 42    | 5     |
| C. D. Lugo · España              | Total club    | Total club    | 60    | 8     | 3                | 0                | 63    | 8     |
| Real Oviedo · España             | 2.ª           | 2023-24       | 45    | 9     | 2                | 0                | 47    | 9     |
| Real Oviedo · España             | 2.ª           | 2024-25       | 36    | 0     | 1                | 0                | 37    | 0     |
| Real Oviedo · España             | Total club    | Total club    | 81    | 9     | 3                | 0                | 84    | 9     |
| Real Zaragoza · España           | 2.ª           | 2025-26       | 0     | 0     | 0                | 0                | 0     | 0     |
| Real Zaragoza · España           | Total club    | Total club    | 0     | 0     | 0                | 0                | 0     | 0     |
| Total carrera                    | Total carrera | Total carrera | 357   | 47    | 12               | 1                | 369   | 48    |

(Incluye partidos de 1.ª, 2.ª, 2.ªB, 3.ª andaluza, Copa del Rey y promociones de ascenso)